# セイブカップサッカー
セイブカップサッカー（英語: Seibu Cup Soccer）は、1992年にセイブ開発が発売したアーケードゲーム（サッカーゲーム）である。
本ページでは、「Olympic Soccer '92 」についても取り扱う。このゲームは、出場チームが異なる（後述）だけでゲームシステムは同一である。但し、ヨーロッパ向けに発売されたため、日本では発売されなかった。

## ゲームの特徴
ジョイスティックでドリブル、Aボタン:ショートパス・シュート（オフェンス）、スライディング（ディフェンス）。Bボタン:ロングパス（オフェンス）、タックル・ラフプレー（ディフェンス）である。筐体は2人用と4人用があり、4人用は対戦プレイの他に協力プレイが可能である。
チーム（後述）を選んだ後、ルーレットにより対戦チームを決定する。チームの能力差や個々の選手名はないが、チームの国旗の上にチームの代表選手の顔が描かれており、ゴールを決めたり、試合に勝ったりするとガッツポーズをして喜ぶが、逆に失点をしたり、試合に敗れたりすると首をかしげたり頭を抱えたりとショックの表情を浮かべる。
自分以外の7カ国との総当たり戦である。試合前のルーレットでは、自分が倒した国のライトが消え、二度と選択できない。7カ国全てに勝つとエキストラチーム（GODチーム）との対戦になる。勝てば次戦に進めるが、負けや引き分けの場合はゲームオーバー。コンティニュー機能あり（ゲームオーバーの前に10カウント以内にコンティニューが可能）。引き分けでコンティニューした時のみPK戦で勝負を決する。GODチームに勝つとエンディングとなり、スタッフロールが流れる。エンディングかゲームオーバー時にランキングに入っている（自分が進んだラウンド数＞得点数の順にランクが決まる。ゲームをクリアすると「ROUND C」と表記される。）と
ネームエントリー（3文字でアルファベット・！・．から選択が可能）が入力可能である。尚、ランキングのネーム欄は初期設定では「SEIBU CUP SOCCER PRESENTED BY SEIBU」という一文を、3文字ずつ区切った物になっている。
1ゲーム1分30秒（90秒）制で、ロスタイムはなし。キックオフ時は、プレイヤー側がボールを持った状態で始まる。得点が入ると失点した側がボールを持った状態で始まる。得点が入ると失点した側がボールを持った状態で始まる。ファウル制なし。よって、イエローカード・レッドカード，ファウルによって発生する可能性のあるフリーキック・PKもない。ある一定の条件を満たすと、下にゲージが出現（但し相手にボールを取られると消滅する）し、満杯になると「DYNAMITE KICK」となって、強烈なシュートを放つ事が出来る。尚、ゴールが決まる瞬間は映像がスローモーションになる。また、逆に失点しそうな状況になるとゴールキーパーの頭上に「DANGER」と表示が出て、点滅する。
また、このゲームでは相手チームに付けた得失点差によって、エンディング時に表示されるランクが異なる。得失点差とランキングを表にすると以下の通りである。ランクによって、エンディングで示されるメッセージに変化がある（自分の国旗をバックに「YOU ARE A(THE)〈ここにメッセージが入る〉PLAYER」と表示される）。
| 1試合の得失点差                 | 全試合の総得失点差 | ランク | メッセージ |
| ------------------------------- | ------------------ | ------ | ---------- |
| 1点以下（同点やマイナスも含む） | 8点以下            | E      | NOVICE     |
| 2点                             | 9～16点            | D      | SUBSTITUTE |
| 3点                             | 17～24点           | C      | GOOD       |
| 4点                             | 25～32点           | B      | BEST       |
| 5点以上                         | 33点以上           | A      | EXCELLENT  |

## 出場チーム
全部で8チームから選択可能。8チームの内容は以下の通り。尚、フォーメーションは考慮されなかった。

 イングランド,  ドイツ,  アメリカ合衆国,  日本,  イタリア， ブラジル,  アルゼンチン,  韓国
「Olympic Soccer '92」ではアメリカ，日本，韓国の代わりに フランス,  オランダ,  スペインが入っている。
実在の国を全て倒した時に出現するGODチームは、青地に緑色の世界地図が描かれた国旗で、選手全員が黒色のユニフォームを着用している。